# Melese erythrastis
Melese erythrastis är en fjärilsart som beskrevs av Paul Dognin 1907. Melese erythrastis ingår i släktet Melese och familjen björnspinnare. Inga underarter finns listade i Catalogue of Life.